# Море любви
«Море любви» (англ. Sea of Love) — американский детективный кинофильм 1989 года режиссёра Харолда Беккера. Главные роли исполнили Аль Пачино, Эллен Баркин и Джон Гудмен. Фильм поставлен по отдалённым мотивам романа «Ladies' Man» Ричарда Прайса.

## Сюжет
Детектив Фрэнк Келлер только пережил развод и ищет утешения в выпивке. Недавно он отметил 20-летие службы в полиции, но уходить на пенсию не торопится, так как не знает чем себя занять. На участке Келлера в Манхеттене происходит убийство мужчины средних лет, выстрелом в голову. Перед смертью потерпевшего заставили раздеться и симулировать половой акт. Вскоре схожее преступление происходит в Куинсе. Обеим жертвам перед смертью поставили пластинку-«сорокопятку» с песней «Sea of Love». На месте преступления обнаружены окурки с помадой и одинаковые отпечатки пальцев. Руководство объединяет дела. Детективы Келлер и Туи обнаруживают, что одна из жертв дала в журнале New York Weekly объявление в колонке знакомств, в виде стихотворения. Возникает идея дать схожее рифмованное объявление и попробовать поймать убийцу «на живца». К идее относятся скептически, но происходит третье схожее убийство и руководство даёт добро на операцию. Келлер публикует стихотворение, которое в своё время сочинила его мать, когда добивалась расположения будущего мужа и отца Фрэнка.
Келлер и Туи организуют серию свиданий под прикрытием с откликнувшимися женщинами в ресторане. Они снимают отпечатки пальцев на бокале и сравнивают с оставленными на месте убийства. Пока ничего не совпадает. Одна из женщин уходит из ресторана почти сразу после начала свидания и не притрагивается к бокалу. Через несколько часов Фрэнк случайно встречает её в супермаркете. Здесь налаживается контакт. Женщину зовут Хелен Крюгер. Двое разговаривают некоторое время в баре, после отправляются на квартиру к Фрэнку и проводят вместе ночь. Фрэнк влюбляется с первого взгляда и не рассматривает Хелен как подозреваемую. Между ними начинается бурный роман. Полицейский представляется как сотрудник типографии. Хелен владеет фешенебельным обувным магазином на Манхеттене, она в разводе и воспитывает маленькую дочь. Один из клиентов обувного магазина узнаёт в Фрэнке полицейского и ему приходится открыться перед любимой.  Они ссорятся и мирятся. Фрэнк «пробивает» номер соцстрахования Хелен по криминальным базам и, с облегчением, не находит приводов в полицию. Во время второго свидания на квартире Хелен, Фрэнк обнаруживает среди пластинок песню «Sea of Love». После свидания Фрэнк напивается и пробалтывается Хелен о том, что их первая встреча произошла не случайно, это была полицейская операция. Они снова ссорятся. Фрэнк первым ищет примирения и приходит к Хелен. Дома, во время разговора, на её холодильнике он замечает прикреплённые страницы из журнала, с обведёнными объявлениями жертв. Фрэнк прерывает встречу и немедленно уходит. Теперь уже Хелен сама приходит домой к Фрэнку. Она готова простить, приносит ту самую пластинку и ставит на проигрыватель. Фрэнк называет её убийцей и умоляет Хелен сознаться в преступлении, но она отказывается и в шоке покидает квартиру.
После её ухода в квартиру Фрэнка проникает один из фигурантов дела, техник дома, в котором произошло первое убийство, по имени Терри. Оказывается, именно он был мужем Хелен, с которым она 8 месяцев назад развелась. Всё это время преступник методично следил за бывшей супругой. Хелен встречалась с людьми дававшими объявление в журнале, а после их навещал психически больной Терри — заставлял изобразить половой акт и убивал выстрелом в голову. Фрэнку в ходе схватки удаётся ранить Терри и выбросить его в окно. Дело раскрыто, но Хелен и Фрэнк расстаются. Проходит около семи недель. Фрэнк встречает Хелен у магазина и рассказывает, что завязал с выпивкой и хочет продолжить отношения. Хелен улыбается и они, оживленно разговаривая, спускаются по улице.

## В ролях
| Актёр            | Роль                     |
| ---------------- | ------------------------ |
| Аль Пачино       | детектив Фрэнк Келлер    |
| Эллен Баркин     | Хелен Крюгер             |
| Джон Гудмен      | детектив Шэрман Туи      |
| Майкл Рукер      | Терри                    |
| Уильям Хикки     | Фрэнк Келлер-старший.    |
| Ричард Дженкинс  | Грубер                   |
| Пол Кальдерон    | Серафино                 |
| Джон Спенсер     | лейтенант Лонго          |
| Майкл О’Нил      | Реймонд Браун            |
| Кристин Эстабрук | Джина Галлахер           |
| Патриша Барри    | пожилая леди на свидании |
| Барбара Баксли   | мисс Аллен               |

## Создание
Романист Ричард Прайс писал сценарий этого фильма с расчётом на Дастина Хоффмана, но тот потребовал внести слишком много изменений в драматургическую основу картины, и поэтому главная роль в итоге досталась Аль Пачино. Несмотря на то, что действие ленты разворачивается в Нью-Йорке, интерьерные съёмки проводились в Торонто. Съёмочный период - с 14 мая по 7 сентября 1988 года.